# Ivo Miro Jović
Ivo Miro Jović (Čapljina, 15. srpnja 1950.), bosanskohercegovački političar hrvatske nacionalnosti.
Ivo Miro Jović je 9. svibnja 2005. od strane Parlamenta Federacije BiH imenovan za hrvatskog člana Predsjedništva BiH, nakon što je Visoki predstavnik za Bosnu i Hercegovinu smijenio Dragana Čovića zbog optužbi za korupciju. Pred izbore za članove Predsjedništva Bosne i Hercegovine 2006. godine, Jovićeva stranka HDZ BiH se raskolila na pristaše Dragana Čovića i pristaše Bože Ljubića, koji su kasnije osnovali stranku HDZ 1990 i istaknuli Ljubićevu kandidaturu. Jović je izgubio na izborima za hrvatskog člana Predsjedništva BiH - porazio ga je Željko Komšić iz SDPBiH-a s 40.000 glasova više.

## Vanjska poveznica
http://www.parlament.ba/poslanik/2/0/76.html  Arhivirana inačica izvorne stranice od 16. srpnja 2010. (Wayback Machine)